# Арк (Вар)
Арк (фр. Arcs) је насељено место у Француској у региону Прованса-Алпи-Азурна обала, у департману Вар.
По подацима из 2011. године у општини је живело 6743 становника, а густина насељености је износила 124,27 становника/km².

## Демографија
| 1962. | 1968. | 1975. | 1982. | 1990. | 2011. |
| ----- | ----- | ----- | ----- | ----- | ----- |
| 3.140 | 3.324 | 3.324 | 3.786 | 4.744 | 6.743 |